# Stephanie De Groof
Stephanie De Groof (Antwerpen, 29 mei 1991) is een Belgisch hockeyspeelster. 

## Levensloop
Begon op haar 5 jaar met hockey bij KHC Dragons te Brasschaat. Op haar 14 (2005) maakte ze haar debuut voor Dames 1 van KHC Dragons als verdediger. Vervolgens speelde ze van 2014 tot 2016 bij Oranje Zwart te Eindhoven. Sinds 2016 heeft ze de overstap gemaakt naar MHC Laren, ook een Nederlandse Hoofdklasse club.   In 2017 keerde ze terug naar haar jeugdclub.
Haar debuut voor de Belgische nationale ploeg maakte ze in 2009. Met de Belgische vrouwenhockeyploeg plaatste ze zich voor de Olympische Zomerspelen 2012. 
De Groof is studente aan de Universiteit Antwerpen.